# Національний блок Лівану
Національний блок Лівану (НБ) — маронітський політичний рух, утворений 1939 президентом Лівану Емілем Едде. У 1943р оформився як маронітський виборчий блок, а в 1946 — як політична партія. НБ був пов'язаний з маронітською елітою Лівану, аграрними, банківськими і підприємницькими колами. Партія тісно співробітничала з французькими колоніальними властями і зберегла найтісніші контакти з Францією після отримання незалежності.
НБ виступив за розвиток економіки вільного ринку і вільної торгівлі, за залучення іноземних капіталовкладень в країну. Він проголосив доктрину «ліванського націоналізму», намагаючись одночасно підкреслювати самобутність Лівану на арабському Сході і зберігати нормальні відносини з арабськими країнами. У 1960-х партія, очолювана сином її засновника — Раймоном Едде, перетворилася на одну з найвпливовіших політичних сил: у ній полягали 12 тис. членів, вона мала представництво в парламенті Лівану. НБ намагався проводити центристську політику: він співробітничав з «Катаїб» і засуджував палестинську присутність в Лівані, але в той же час, в період громадянської війни, виступав за припинення озброєних зіткнень. Лідер НБ Р. Едде в 1976 емігрував до Франції, де і помер в 2000. Партія в рівній мірі відкидала як сирійську, так і ізраїльську гегемонію в країні, вимагала проведення політичної демократизації. Вона засудила Таїфські угоди і бойкотувала парламентські вибори в 1992 і 1996. Проте в 2000 до парламенту були вибрані 3 прихильники НБ. Один з них — Фуад Саад займав пост міністра з адміністративних реформ.